# Niños comiendo uvas y melón
Niños comiendo uvas y melón es una pintura al óleo de estilo barroco realizada por el pintor Bartolomé Esteban Murillo entre 1645 y 1650. Se encuentra en la Alte Pinakothek de Múnich, donde se exhibe en la sala XIII con el nombre de Trauben- und Melonenesser,  inventariada con el núm. 605. Una de las tipologías más recurrentes en la obra de Murillo, aparte de la pintura religiosa, fue la de la pintura de género realizada con realismo y gran naturalismo. Estas pinturas presentan en su mayoría escenas picarescas con niños mendigos en diversas actitudes, como son los Niños jugando a los dados o el Joven mendigo, y a pesar de la miseria que muestran, el pintor consigue crear una imagen de humanidad y simpatía.

## Contexto
Este tipo de pinturas de género conocidas de Murillo, se encuentran casi todas fuera de España, lo que hace pensar que fueron pintadas por encargo de algunos de los numerosos comerciantes flamencos afincados en Sevilla y con destino al mercado nórdico, como lo hizo Nicolás de Omazur, importante coleccionista y cliente de Murillo.
El pintor representa la vida de mendicidad y pobreza de Madrid, que a pesar de ser una de las ciudades más importantes y con más comercio de la península, por esa misma razón, era también una de las que recibía mayor número de indigentes. A esto hay que añadir los estragos de la peste y la profunda crisis económica y social a que había conducido la monarquía absoluta de la Casa de Austria. Todo ello contribuyó a la miseria y práctica del pillaje. Esta época fue llamada el Siglo de Oro, denominación especialmente utilizada en lo que al terreno cultural se refiere. Así en esta pintura, los niños se encuentran vestidos pobremente con las camisas medio destrozadas, pero con muestras de cierta alegría en la glotonería con que consumen las frutas, seguramente robadas. Esta interpretación profana y cotidiana, muestra el conocimiento que el autor tenía de la escuela italiana , influido principalmente por Caravaggio, quizá en los pequeños «Bacos» realizados por este pintor cincuenta años antes.
El príncipe elector Maximiliano II Manuel de Baviera en Amberes —donde era gobernador de los Países Bajos de los Habsburgo a finales del siglo XVII o a principios del siglo XVIII— adquirió esta pintura junto con Niños jugando a los dados, obra también de Murillo, siendo las dos primeras pinturas de este autor que pertenecieron a la Alte Pinakothek.

## Descripción
La pintura presenta como protagonistas a dos personajes, niños aún, que ocupan un primer plano; ambos se encuentran sentados y comiendo fruta. El de la derecha, sentado sobre una madera está situado en una posición un poco superior que su compañero, tiene la mejilla hinchada por la cantidad de melón puesto dentro de su boca, recién mordido de la tajada que sostiene en la mano izquierda, mientras con la derecha aguanta un cuchillo y el resto del melón apoyado sobre sus rodillas; tiene girada la cabeza hacia su compañero, el cual con la mano derecha en alto está comiendo uvas directamente del racimo; en la otra mano sostiene una tajada de melón. Las ropas son harapos rotos, los pies descalzos y sucios están próximos al espectador y en la parte izquierda del cuadro, se encuentra una cesta llena de uvas que forma por sí sola una naturaleza muerta. Toda la escena mantiene una iluminación de claroscuro, proveniente de la parte izquierda, propia de la época barroca y de la influencia «caravagista» del autor. También la composición realizada con diagonales es típicamente barroca. El colorido empleado es en tonos ocres y verdosos, entre el blanco y el negro.